# Landbus Klostertal und Arlberg
Der Landbus Klostertal und Arlberg ist ein Teil des Vorarlberger Landbussystems. Der Landbus Klostertal und Arlberg ist auf Basis eines Gemeindeverbands organisiert, welcher sich aus den Gemeinden des Klostertals, sowie den Ortschaften des Arlberg zusammensetzt. Ausgenommen hierbei sind jedoch Warth und Schröcken, da diese geographisch bedingt durch den Landbus Bregenzerwald bedient werden. Der Landbus Klostertal und Arlberg ist zudem der einzige Landbus der auch Gemeinden in Tirol bedient, nämlich St. Anton am Arlberg.

## Liniennetz
Der Landbus Unterland ist in das Liniennetz des Verkehrsverbund Vorarlberg integriert und wird mit Liniennummern 90, 91 und 92 bezeichnet. Bedingt durch den Wintersporttourismus und das dadurch geänderte Fahrgastaufkommen existiert für jede Linie ein eigener Sommer- bzw. Winterfahrplan. Ab Dezember 2022 wurden die Liniennummern von zwei- auf dreistellig umgestellt. Grund hierfür ist, dass so eine Überschneidung zwischen den Nummern der verschiedenen Busregionen Vorarlbergs vermieden werden sollte. Diese dreistelligen Nummern wurden im Oktober 2022 vorgestellt. Der Landbus Klostertal und Arlberg wird in Zukunft mit dem Nummernkreis 7xx bezeichnet.
| Linie (ab Dez. 2022) | Linie (bis Nov. 2022) | Verlauf                                                                            | Takt           |
| -------------------- | --------------------- | ---------------------------------------------------------------------------------- | -------------- |
| 720 Sommer           | 90 Sommer             | Bludenz – Braz – Dalaas – Wald am Arlberg – Klösterle – Langen am Arlberg – Stuben | 60 min         |
| 720 Winter           | 90 Winter             | Bludenz – Braz – Dalaas – Wald am Arlberg – Klösterle – Langen am Arlberg – Stuben | 30 min         |
| 750 Sommer           | 91 Sommer             | Langen am Arlberg – Stuben – Zürs – Lech                                           | 60 min         |
| 750 Winter           | 91 Winter             | Langen am Arlberg – Stuben – Zürs – Lech                                           | 60 min         |
| 760 Sommer           | 92 Sommer             | St. Anton am Arlberg – St. Christoph – Zürs – Lech                                 | 60 min/120 min |
| 760 Winter           | 92 Winter             | St. Anton am Arlberg – St. Christoph – Zürs – Lech                                 | 60 min         |